# دیدگاه‌های محمد در خصوص یهودیان
دیدگاه محمد پیامبر اسلام در مورد یهودیان از طریق تماس او با قبایل یهودی ساکن مدینه و پیرامون آن شکل گرفت. دیدگاه‌های او دربارهٔ یهودیان شامل تعالیم کلامی او دربارهٔ آنها به عنوان اهل کتاب و توصیف او از آنها به عنوان دریافت‌کنندگان اولیه وحی ابراهیمی و ائتلاف‌های سیاسی شکست‌خورده بین جماعت‌های مسلمان و یهودی است.
او پس از هجرت از زادگاهش مکه به مدینه، قراردادی موسوم به میثاق مدینه را بین گروه‌های اصلی مدینه، از جمله قبایل یهودی بنی قینقاع، بنی نضیر و بنی قریظه منعقد کرد که حقوق برابر را برای یهودیان و مسلمانان تا زمانی که یهودیان از نظر سیاسی حامی می‌ماندند تضمین می‌کرد. بعدها، زمانی که محمد احساس کرد قبایل یهودی به مسلمانان خیانت کرده‌اند یا پیمان‌هایشان را زیر پا گذاشته‌اند، تقریباً همه‌شان تبعید یا اعدام شدند یا به بردگی گرفته شدند.

## محمد و قبایل یهودی مدینه
بر اساس دایرةالمعارف یهودی، محمد با گذشت زمان به‌طور فزاینده‌ای با یهودیان ضدیت پیدا کرد. او به این درک رسید که بین دین آنها و دین او تفاوت‌های آشتی ناپذیری وجود دارد، به ویژه زمانی که اعتقاد به رسالت پیامبری او معیار یک مسلمان واقعی قرار گرفت. هنگامی که جامعه یهودی «روشی را که قرآن از طریق آن روایت‌ها و شخصیت‌های کتاب مقدس را تصاحب می‌کرد، به چالش کشید. به عنوان مثال، عرب ساختن ابراهیم و بنیانگذار کعبه کردن او در مکه،» محمد آنها را به کتمان عمدی معنای واقعی آن یا درک کامل نادرست آن متهم کرد و آنها را سرزنش کرد. با این حال، توجه به این نکته مهم است که نه قرآن، و نه تفسیر اسلامی، ابراهیم را عرب نمی‌خواند، و دایرةالمعارف یهودی در سال ۱۹۰۶ تکمیل شد و مطالعات غرب در مورد اسلام در آن زمان به شدت تحت تأثیر شرق‌شناسی بود.